# Claudio Palma
Claudio Rodrigo Palma Barrueto (Santiago, 1 de junio de 1969) es un locutor y relator de fútbol de radio y televisión chileno.
Ha relatado los partidos más importantes del fútbol chileno para diversas cadenas de televisión y radio, entre las cuales se cuenta el CDF (2003-2014, 2018-2021), TNT Sports (2021-2025), Canal 13 (2011-2018), Fox Sports (Chile) (2014-2018), Radio ADN (2008-2010, 2020) y Chilevisión (2018-presente). En 2010 relató para DirecTV Sports el Mundial de Sudáfrica 2010 junto al comentarista y exfutbolista Sebastián Rozental.
Es considerado uno de los mejores relatores de fútbol de su país, con más de 20 años de trayectoria junto a Héctor "Tito" Garrido y Alberto Jesús López de Radio ADN, Sebastián Luchsinger de Bío-Bío deportes, Paulo Flores de Radio La Clave y Ernesto Díaz Correa de Radio Cooperativa.[cita requerida]

## Biografía
Comenzó jugando al fútbol en las divisiones inferiores de Cobreloa como arquero, hasta que se fue del club debido a ser suplente por un año. Queriendo seguir ligado al fútbol, vio en el Estadio La Granja transmitir en vivo al relator Santiago Chavarría, por lo que decidió entrar a estudiar locución.

## Carrera

### Televisión
En 1996 debuta en televisión, en el canal privado La Red, relatando, entre otros, los partidos de la selección chilena en las Clasificatorias Sudamericanas a Francia 1998. En estas transmisiones era acompañado por Eduardo Bonvallet.
Luego de relatar en La Red, emigró a Sky, canal que tuvo los derechos de transmisión del fútbol chileno hasta 2002.
Para el Mundial de Fútbol de 2006, relató dicho certamen para Mega.
En 2010 relató el Mundial de Fútbol de 2010 para DirecTV Sports. Para promocionar las transmisiones, dicha cadena emitió un comercial televisivo donde Palma aparece junto a Iván Zamorano y Sebastián Rozental.
En 2021 participó junto a Iván Arenas y Álvaro Salas en el programa Mesa para 3, en TV+.

### CDF y TNT Sports
En 2003, con el nacimiento del Canal del Fútbol (CDF), llegaría su consagración con sus relatos de los partidos del campeonato nacional, relatando los partidos más atractivos e importantes del torneo.
En simultáneo con sus relatos del fútbol local, Palma se encargó de relatar a la selección chilena en amistosos y eliminatorias desde 2006 hasta 2014. En este paso se le recuerda su relato en los minutos finales del partido de Chile contra Colombia el 10 de octubre del 2009 por las Eliminatorias para el Mundial de Sudáfrica 2010. El emotivo relato fue dedicado a su padre fallecido y a históricos exdeportistas y periodistas también fallecidos.
El 6 de agosto de 2014 anunció que iba a dejar el Canal del Fútbol tras once años en la señal para integrarse a Fox Sports Chile; para su despedida, después de relatar el partido de Colo-Colo con O'Higgins de la cuarta jornada del campeonato nacional el 10 de agosto, todos sus compañeros del CDF, le dedicaron un homenaje que incluyó también un mensaje emotivo a través de la televisión en vivo y en directo.
En 2019 regresó al CDF, luego de cinco años de haber abandonado la señal, retorno posibilitado por la compra del CDF por parte de la firma controladora de Chilevisión, WarnerMedia. En esta etapa mantuvo la dupla con Aldo Schiappacasse, quien también emigró a Chilevisión.
En mayo de 2022, reveló que era muy probable que sería su último año relatando fútbol chileno, debido a que se iba a concentrar en proyectos personales y pasar más tiempo con su familia. Sin embargo, para 2023, siguió relatando fútbol chileno en TNT Sports. En enero de 2023 se refirió a este tema, diciendo que "Con tantas volteretas del Gobierno, una mía da lo mismo", en referencia a los cambios de opinión del presidente Gabriel Boric.En julio de 2025 volvió a hablar sobre su intento de retiro del año 2022 en una entrevista con la Radio Bio-Bio, donde acusó a gerentes argentinos de la empresa Turner de querer despedirlo. El 21 del mismo mes se anunció su retiro definitivo de TNT Sports, tras un total de 17 años relatando para la señal en 2 etapas.

### Canal 13
En 2011 llega al equipo de Deportes 13 en Canal 13. En este paso, Palma se convirtió en el relator estelar de la señal abierta, relatando a Chile y diversas selecciones en la Copa América, la Copa FIFA Confederaciones y la Copa Mundial de Fútbol. Sus transmisiones se caracterizaron por su nueva dupla con Aldo Schiappacasse, comentarista con larga experiencia en el canal. Estos y otros factores convirtieron a las transmisiones del canal en líderes indiscutidos de audencia. Además, se le recuerda mucho su emotivo relato en la final de la Copa América 2015, relato el cual con el tiempo se volvió parte de la cultura popular chilena.

### Fox Sports
En su paso por Fox Sports relató los partidos de la selección chilena de carácter amistoso y los partidos de las Clasificatorias Sudamericanas a Rusia 2018, también relató partidos de los equipos chilenos en Copa Libertadores y Copa Sudamericana, además relató partidos de la UEFA Champions League. En marzo de 2017 renunció al canal, pero a los pocos días cambió su decisión y siguió trabajando en la señal.Se retiró definitivamente de Fox Sports en 2018, al mismo tiempo de su llegada a Chilevisión. Después de su salida, criticó al canal por censurar sus relatos en las repeticiones de los partidos de Colo-Colo en la Copa Libertadores 2018. Además, entre 2015 y 2018 fue el conductor local de la versión chilena del Late NET: Nunca es Tarde.

### Chilevisión
El 13 de agosto de 2018 se anuncia por medio de un comunicado de Chilevisión su llegada al área deportiva de dicho canal para relatar a la selección chilena en amistosos y en las Clasificatorias Sudamericanas a Catar 2022. En este paso se mantuvo su dupla con Aldo Schiappacasse.  Además de relatar a la selección chilena, lideró transmisiones de diversos torneos de clubes, tales como el Mundial de Clubes y la vuelta a la televisión abierta de la Copa Libertadores y del Campeonato Nacional.

### Radio
Inició su carrera a fines de la década de 1980, en la Radio AM Yungay, en un programa dirigido por Santiago Chavarría que transmitía el fútbol amateur. Posteriormente emigró a la Radio Santiago y luego a la Radio Portales. En esta última estación conoció a Eduardo Bonvallet, quien al asumir como director de Más Deporte en la Radio Nacional de Chile, se lo llevaría a esa emisora.
Fue el segundo relator de "La Clave del Deporte" de la Radio La Clave, detrás de Carlos Alberto Campusano.
En agosto de 2008 retorna a la radio, contratado por ADN Deportes de Radio ADN donde relató los partidos internacionales de los equipos chilenos permaneciendo hasta el 2010 en la emisora.
En enero de 2019 fue contratado por Radio Futuro, donde participa en el programa Futuro Fútbol Club.
En 2020 retorna a ADN Deportes para relatar los partidos de los clubes chilenos en la Copa Libertadores 2020.

## Vida personal
Desde 1998 está casado con Claudia Stuardo, con quien es padre de Felipe (n. 1998) y Javiera (n. 2004).
Es un reconocido hincha del club Magallanes, ya que además de dedicarse al relato acostumbra a asistir a los encuentros del conjunto carabelero junto a su familia.
El 18 de octubre de 2013, lanzó su sitio web oficial y productora, Palma Comunicaciones.
Además de su carrera profesional, Claudio Palma es profesor de relato deportivo en Pro Gol, de la escuela Pro Voz.

## Coberturas

### Copa Mundial de Fútbol
- Copa Mundial de Fútbol de 2006, por Mega.[4]
- Copa Mundial de Fútbol de 2010, por  DirecTV Sports.[5]
- Copa Mundial de Fútbol de 2014, por Canal 13.[16]
- Copa Mundial de Fútbol de 2018, por Canal 13.[18]
- Copa Mundial de Fútbol de 2022, por Chilevisión.[32]

### Copa América
- Copa América 2011, por Canal 13.
- Copa América 2015, por Canal 13.
- Copa América Centenario, por Canal 13.
- Copa América 2019, por CDF.
- Copa América 2021, por TNT Sports.
- Copa América 2024, por Chilevisión.

## Programas

### Televisión
- En el nombre del fútbol (CDF, 2006-2007)
- Mundial Total (DirecTV Sports, 2010)
- Más allá del fútbol, (CDF, 2012-2013)
- Detrás del Ídolo, (Fox Sports, 2015)
- NET: Nunca es Tarde, (Fox Sports, 2015-2018)[23]
- Mesa para 3 (TV+, 2021)[6][7]

### Radio
- Entramos a la cancha (Radio Duna, 2017-2018)
- Futuro Fútbol Club (Radio Futuro, 2019-presente)[29]

## Frases tradicionales
- "Nos vamos, comienza el primer tiempo del partido", cuando el árbitro ya tocó el pitazo inicial.
- "Porque el fútbol está y nosotros... claro... nosotros también estamos",[33] cuando está en plena transmisión.
- "¡Zambombazo!/¡Misilazo!",[33] luego de un buen tiro a puerta de un jugador.
- "La sacó quirúrgicamente!", luego de un buen quite de balón de un jugador.
- "Son buenas las vitaminas, pero de a una", cuando un jugador trata de hacer una jugada personal infructuosamente.
- "¡Pelota por aire!", cuando la pelota se eleva sobre el arco.
- "Será saque de arco/futbol para...[nombre del equipo del que se trate]", cuándo comienza a sacar el balón el equipo local o de visita tras no llegar al arco.
- "¡La apertura de la cuenta!", cuando haya un resultado de gol.
- "¡El hombre venido del planeta gol!", cuando relataba un gol de Humberto Suazo o de otro jugador similar.
- "Me da la sensación de que...", cuando cree que hubo una falta, un penal, entre otras cosas y el árbitro todavía no cobra.
- "¡En la garganta del área!", cuando los jugadores están formados en el área penal y el jugador a punto de efectuar el tiro libre
- ""Está!, Está!, Está, Gol! ¡Goooooooooooooool!", cuando se anota un gol.
- "¡Golón!", cuando se anota un golazo desde 30 metros o más.
- "¡Sí de Chile!", cuando se anota un gol o sucede un triunfo importante de la selección chilena.
- "¡Sí del popular!", cuando se anota un gol o sucede un triunfo importante de Colo-Colo.
- "¡Sí del romántico viajero!", cuando se anota un gol o sucede un triunfo importante de Universidad de Chile.
- "¡Sí de los cruzados!", cuando se anota un gol o sucede un triunfo importante de Universidad Católica.
- "¡Sí de [apodo del equipo de que se trate]!", cuando se anota un gol o sucede un triunfo importante de algún equipo.
- "¡Nada más... primer tiempo terminado, los primeros 45 minutos de partido!", al concluir el primer tiempo.
- "¡Nada más... partido terminado!", ya finalizado el partido.
- "Entre un bosque de piernas", cuando un jugador pasa la pelota entre varios jugadores.
- "En el último suspiro" , cuando un jugador anota un gol en el último minuto.
- "El travesaño vino en auxilio", cuando la pelota pega en alguno de los postes evitando así el gol.
- "¡Se fue donde Las Viejas Cochinas!", cuando lanzan muy lejos la pelota al jugar en el Estadio Fiscal de Talca, aludiendo al famoso restaurante talquino «Las Viejas Cochinas» que está en las cercanías del coliseo.[33]
- "¡Sentarse [hinchas del club de turno]!", cuando no hay un gol y pide calma al público en las tribunas del estadio.
- "Lo lleva a rienda corta", cuando un jugador persigue al rival para tratar de quitarle el balón.
- "Lo anunció con letras de liquidación", cuando la jugada era evidente.
- "Danza de bailarines en el área", previo a un lanzamiento de tiro de esquina.
- "[Nombre jugador] poniendo los paños fríos", cuando un jugador se impone con oficio.
- "La redonda emoción del fútbol chileno", en la antesala de un partido de Primera División.
- "Pelota a la olla", luego de un centro de un jugador.
- "¡Está bonito el partido!", cuando el partido está bonito.
- "Porque si piensa [jugador de turno] puede ser peligroso/terrible", cuando un jugador se encuentra en una posición de tiro a puerta o va a realizar jugadas con posible resultado de gol.
- "Hombre a tierra, cuerpo a piso", luego de una falta o barrida de un jugador.
- "Este caza ratones a pata pelada",[33] cuando un jugador es regateador, rápido, hábil.
- "Estamos más lejos para estar más cerca", para dar cuenta de lo relevante de la transmisión del partido en particular.
- "Dominador absoluto del área", cuando un portero tiene la pelota en sus brazos con autoridad.
- "¡Balón alto!", cuando el balón está arriba.
- "Triunfando en las alturas", cuando el balón llega a las manos del portero dando un salto alcanzando la altura de alguno de los postes.
- "Eeeepa, la hizo bonita", cuando un jugador hace una jugada destacable.
- "Tarde noche de fútbol aquí en [lugar del partido]", previo al partido.
- "No exento de complicaciones", cuando a un jugador se le dificulta quitar el balón.
- "Habrá fútbol para [equipo] en [x] minutos", para decir quién saca.
- "Hay fiebre de fútbol de [día] por el/la [parte del día]", durante la transmisión de un partido.
- "La lleva Matías", cuando el jugador que tiene el balón se llama Matías, generalmente Matías Fernández, Matías Rodríguez, Matías Donoso o Matías Dituro.
- "Le va a pegar... le pegoooó", cuando un jugador golpea la pelota, recordado por el penal de Alexis Sánchez ante Argentina por la Copa América 2015.[19]
- "Treeeeepa", cuando un jugador (generalmente un lateral) lucha en jugada personal hacia el ataque.[a]
- "En la dictadura de los espacios", cuando el balón circula por un espacio reducido del campo de fútbol.
- "Entró hasta la cocina", cuando en jugada personal un futbolista generalmente logra entrar en profundidad al área en ataque, eludiendo a varios rivales.
- "Un reboteee", cuando en una jugada el balón pega en un rival y queda dividido.
- "Obtura", cuando ocurre un bloqueo de balón.
- "Y a veces para entrar, hay que salir", cuando un equipo retrocede luego de realizar un ataque prometedor.